# Hermann Plocher
Hermann Plocher (* 5. Januar 1901 in Stuttgart; † 8. Dezember 1980 in Murrhardt) war ein deutscher Generalleutnant der Luftwaffe im Zweiten Weltkrieg sowie ein Generalmajor der Luftwaffe der Bundesrepublik Deutschland.

## Leben
Plocher trat während des Ersten Weltkriegs am 1. Januar 1918 als Fahnenjunker in das Infanterie-Regiment „Großherzog Friedrich von Baden“ (8. Württembergisches) Nr. 126 ein. Nach Kriegsende schloss er sich der Freiwilligen-Brigade „Haas“ an und wurde am 1. Oktober 1919 in das Reichswehr-Schützen-Regiment 25, nachfolgend 13. (Württembergisches) Infanterie-Regiment übernommen. Am 1. Dezember 1922 wurde Plocher Leutnant, am 1. August 1927 Oberleutnant. Mit dem 30. April 1928 wurde er formal aus dem aktiven Dienst verabschiedet, um an der geheimen deutschen Fliegerausbildung in der Sowjetunion, an der Pilotenschule in Lipezk, teilnehmen zu können.
Am 1. Mai 1930 wurde Plocher wieder im 13. (Württembergisches) Infanterie-Regiment reaktiviert. Am 1. April 1934 wurde er Hauptmann und ab 1. Juli 1934 Lehrgangsteilnehmer für Generalstabsdienst an der neu gebildeten Kriegsakademie. Zum 1. Juli 1935 erfolgte seine Versetzung in die neu gegründete Luftwaffe, wo er am 1. Oktober 1936 zum Major im Generalstab befördert wurde. Ab 1. Oktober 1937 war Plocher Chef des Generalstabes der „Legion Condor“ in Spanien und dort am 1. März 1938 Oberstleutnant. Für seine Tätigkeit wurde ihm das Spanienkreuz in Gold mit Schwertern sowie die Medalla de la Campaña Española verliehen.
Am 1. Februar 1939 wurde er Chef der II. Abteilung im Generalstab der Luftwaffe nach dem Beginn des Zweiten Weltkriegs ab 5. Januar 1940 Chef des Generalstabes des V. Fliegerkorps unter General der Flieger Ulrich Grauert. Plocher nahm am Westfeldzug teil, erhielt beide Klassen des Eisernen Kreuzes und wurde am 1. August 1940 Oberst. Das V. Fliegerkorps nahm ab 22. Juni 1941 unter der Luftflotte 4 im Bereich der Heeresgruppe Süd am Überfall auf die Sowjetunion teil, geführt von General der Flieger Robert Ritter von Greim. Nach Verlegung in den Mittelabschnitt der Ostfront im Dezember 1941 wurde das Korps am 1. April 1942 zum Luftwaffenkommando Ost erweitert, dessen Generalstabschef Plocher blieb bis zum 31. Januar 1943. Vom 1. bis zum 31. Oktober 1942 führte er, neben seiner Arbeit als Stabschef, vertretungsweise die 1. Fliegerdivision. Am 20. April 1942 erhielt er das Deutsche Kreuz in Gold.
Mit seiner Beförderung zum Generalmajor am 1. März 1943 wurde Plocher Kommandeur der in Aufstellung befindlichen 19. Luftwaffen-Felddivision in Belgien. Am 1. Juli 1943 übernahm er die Führung der neugebildeten 4. Fliegerdivision der Luftflotte 6 im Osten, wofür er am 9. Dezember 1943 das Ritterkreuz des Eisernen Kreuzes erhielt. Als Nachfolger von Generalmajor Koller wurde Plocher am 26. August 1943 Chef des Generalstabes der Luftflotte 3 unter Generalfeldmarschall Hugo Sperrle im Westraum und am 1. Juli 1944 zum Generalleutnant befördert. Mit Wirkung vom 1. Oktober 1944 übernahm Plocher als Kommandeur die in Neuaufstellung befindliche 6. Fallschirmjäger-Division an der Westfront, die er bis Kriegsende führte. Noch am 8. Mai 1945 erhielt Plocher das Eichenlaub zum Ritterkreuz des Eisernen Kreuzes (867. Verleihung). Mit der Kapitulation geriet er in westalliierte Gefangenschaft, aus der er 1947 entlassen wurde.
Nach mehrjähriger Tätigkeit als Militärhistoriker in der Operational History (German) Section der Historical Division der US-Army / Studiengruppe Luftwaffe, wo Plocher Hauptverfasser der vielbändigen Studie Der Einsatz der deutschen Luftwaffe an der Ostfront 1941–1945 war und anschließenden zivilen Tätigkeiten wurde Plocher am 1. März 1957 als Generalmajor in die Bundesluftwaffe übernommen, wo er Stellvertreter des Inspekteurs und Chef des Führungsstabes der Luftwaffe wurde. Weitere Führungsverwendungen folgten bis zu seiner Versetzung in den Ruhestand am 31. Dezember 1961.
Plocher verstarb am 8. Dezember 1980.

## Publikationen
- Der Luftwaffeneinsatz bei der Besetzung der baltischen Inseln Moon - Oesel - Dagoe, 1941", aus einer Studie, 1966